# Igor Țîgîrlaș
Igor Țîgîrlaș (ur. 24 lutego 1984 w Kiszyniowie) – mołdawski piłkarz, grający na pozycji pomocnika, a wcześniej napastnika, reprezentant Mołdawii.

## Kariera piłkarska

### Kariera klubowa
Wychowanek klubu Sheriff Tyraspol. Karierę piłkarską rozpoczął w klubie Szachtar Donieck, ale występował tylko w drugiej drużynie. W 2005 przeszedł do FK Charków. W 2007 na krótko powrócił do Mołdawii, gdzie bronił barw Zimbru Kiszyniów na wypożyczeniu, a latem łotewski FK Ventspils wykupił piłkarza. Zimą 2010 został zaproszony przez byłego trenera Ventspilsa Romana Hryhorczuka do Metałurha Zaporoże. 26 lutego 2011 został wypożyczony do Czornomorca Odessa. 17 lipca 2011 klub wykupił kontrakt piłkarza. W marcu 2012 został wypożyczony do FK Ventspils. Po zakończeniu sezonu 2011/12 kontrakt z Czornomorcem za obopólną zgodą został anulowany.

### Kariera reprezentacyjna
Do 2006 bronił barw młodzieżowej reprezentacji Mołdawii. Zimą 2007 zadebiutował w narodowej reprezentacji Mołdawii. Łącznie rozegrał 17 meczów i strzelił 2 gole.

## Sukcesy i odznaczenia

### Sukcesy klubowe
- mistrz Mołdawii: 2002
- wicemistrz Mołdawii: 2007
- zdobywca Pucharu Mołdawii: 2007
- mistrz Łotwy: 2007
- zdobywca Pucharu Łotwy: 2007
- finalista Pucharu Ligi Bałtyckiej: 2007
- finalista Pucharu Łotwy: 2008